# Bota de Oro 2010-11

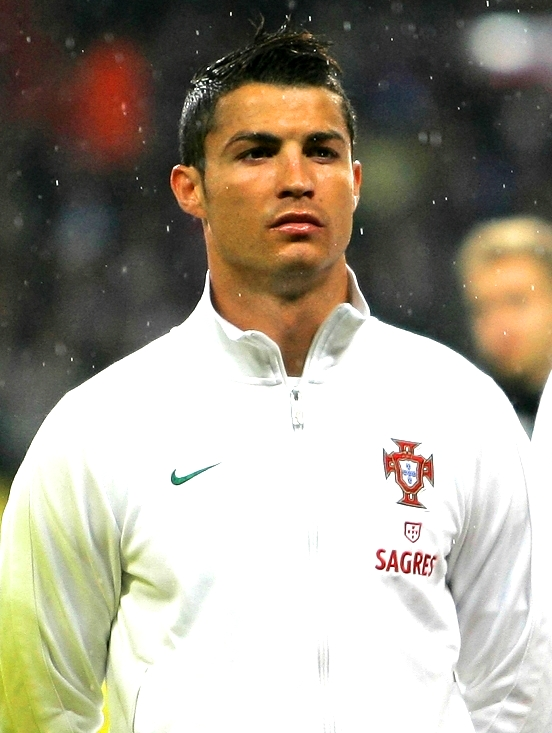
Cristiano Ronaldo ganador del premio en 2010-11.

La Bota de Oro 2010-11 fue un premio entregado por la European Sports Magazines al futbolista que logró la mejor puntuación luego de promediar los goles obtenidos en la temporada europea.
El ganador de este premio fue el jugador portugués Cristiano Ronaldo por haber logrado 40 goles en la Primera División de España. Ronaldo terminó como máximo goleador del fútbol español.

## Resultados
| Posición | Futbolista        | Club          | Campeonato | Goles | Puntaje |
| -------- | ----------------- | ------------- | ---------- | ----- | ------- |
| 1        | Cristiano Ronaldo | Real Madrid   | La Liga    | 40    | 80      |
| 2        | Lionel Messi      | Barcelona     | La Liga    | 31    | 62      |
| 3        | Antonio Di Natale | Udinese       | Serie A    | 28    | 56      |
| 3        | Mario Gómez       | Bayern Múnich | Bundesliga | 28    | 56      |
| 5        | Edinson Cavani    | Napoli        | Serie A    | 26    | 52      |